# Землеройковые крысы
Землеройковые крысы (лат. Rhynchomys) — род грызунов семейства мышиных (Muridae). Встречаются только на острове Лусон на Филиппинах. Внешне очень похожи на землероек и являются примером конвергентной эволюции. Питаются мягкотелыми беспозвоночными, обитающими под опавшими листьями.
Морда вытянута и очень длинная как у землероек. Глаза маленькие. Длина тела 18,8—21,5 см, хвост 10,5—14,6 см, вес до 225 граммов.
Эти грызуны распространены в горных лесах. Все виды являются эндемиками острова Лусон. Они активны ночью и питаются преимущественно дождевыми червями и насекомыми.

## Виды
- Rhynchomys banahao
- Изагорская крыса (Rhynchomys isarogensis)
- Землеройковая крыса (Rhynchomys soricoides)
- Rhynchomys tapulao